# André Bergdølmo
André Bergdølmo, né le 13 octobre 1971 à Oslo (Norvège), est un footballeur norvégien, qui évoluait au poste de défenseur à l'Ajax Amsterdam et en équipe de Norvège.
Bergdølmo n'a marqué aucun but lors de ses soixante-trois sélections avec l'équipe de Norvège entre 1997 et 2005.

## Carrière
- 1991-1996 : Lillestrøm SK
- 1997-2000 : Rosenborg BK
- 2000-2003 : Ajax Amsterdam
- 2003-2005 : Borussia Dortmund
- 2005-2007 : FC Copenhague
- 2007-2008 : Strømsgodset IF

## Palmarès

### En équipe nationale
- 63 sélections et 0 but avec l'équipe de Norvège entre 1997 et 2005.

### Avec Rosenborg BK
- Vainqueur du Championnat de Norvège de football en 1997, 1998, 1999 et 2000.
- Vainqueur de la Coupe de Norvège de football en 1999.

### Avec l'Ajax Amsterdam
- Vainqueur du Championnat des Pays-Bas de football en 2002.
- Vainqueur de la Coupe des Pays-Bas de football en 2002.
- Vainqueur de la Supercoupe des Pays-Bas en 2002.

### Avec FC Copenhague
- Vainqueur du Championnat du Danemark de football en 2006.
- Vainqueur de la Royal League en 2005 et 2006.